# Tỉnh của Triều Tiên
Bài viết này miêu tả lịch sử phát triển của các tỉnh Triều Tiên  (Do; hangul: 도; hanja: 道).
Tỉnh (Do) từng là phân cấp hành chính chính của Triều Tiên vào giữa Triều đại Goryeo trước thế kỷ 11, và tiền nhiệm của phân chia cấp tỉnh (Ju và Mok) của niên đại Silla thống nhất, cuối thế  kỷ thứ 7.

## Tóm tắt lịch sử
Trong suốt thời Silla thống nhất (668–935 sau CN), Triều Tiên được chia thành 9 Ju (주; 州), một từ cổ của "tỉnh" dùng cho cả tỉnh của vương quốc cũng như tỉnh lỵ.
Sau Goryeo đánh bại Silla và Hậu Bách Tế năm  935 và 936, vương quốc mới "được chia thành một huyện của hoàng gia (Ginae; 기내; 畿內) và 12 huyện hành chính (Mok; 목; 牧)" (Nahm 1988), đã sớm chia lại thành 10 tỉnh (Do).  Năm 1009 quốc gia này phân chia     lại thêm lần nữa, một khu hoàng gia và 5 tỉnh (Do) và hai huyện biên giới (Gye; 계; 界?).
Sau để tăng quyền lực cũng như bộ mặt của Triều đại Joseon năm 1392, quốc gia này thành 8 tỉnh (Do) năm 1413.  Ngày nay gọi là Triều Tiên bát đạo (Paldo).  Năm 1895, theo Cải cách Gabo, quốc gia được chia thành 23 huyện (Bu; 부; 府), một năm sau đó thay thành 13 tỉnh.
13 tỉnh năm 1896 bao gồm 3 trong 8 tỉnh ban đầu và 5 tỉnh ban đầu được chia thành nửa bắc và nam (Bukdo (북도; 北道) và Namdo (남도; 南道)). 13 tỉnh này không thay đổi trong suốt thời thuộc địa.
Với sự giải phóng của Triều Tiên năm 1945, bán đảo Triều Tiên được chia thành Bắc Triều Tiên - Nam Hàn Quốc theo uỷ thác của Liên Xô và Mỹ, ranh giới phân chia nằm ở Vĩ tuyến 38. Theo kết quả đó ba tỉnh —Hwanghae, Gyeonggi, và Gangwon (Kangwŏn)—được chia thành Bắc Triều Tiên - Nam Hàn Quốc như ngày nay
Các thành phố đặc biệt của Seoul và P'yŏngyang được hình thành vào năm 1946.  Trong khoảng từ năm 1946 đến 1954, 5 tỉnh mới được thành lập: Jeju ở Hàn Quốc; Hwanghae Bắc và Hwanghae Nam, Chagang, và Ryanggang ở Triều Tiên

## Các tỉnh của Silla thống nhất
Năm 660,  vương quốc phía đông nam của Silla chinh phục Baekje ở Tây Nam, và năm 668, Silla chinh phục Goguryeoở phía bắc với sự trợ giúp của nhà Đường của Trung Quốc.  Đây là lần đầu tiên hầu hết các bán đảo của Triều Tiên được cai trị bởi một thế lực duy nhất.  Ranh giới phía bắc của Silla chạy giữa nam Goguryeo, từ sông Taedong (chảy qua P'yŏngyang) ở Tây Wŏnsan ngày nay là Kangwon ở phía đông.
Thủ phủ của đất nước là  Geumseong (Gyeongju ngày nay), và tiểu thủ đô đặt tại (Gimhae), Namwon-gyeong, Seowon-gyeong (Cheongju), Jungwon-gyeong (Chungju), và Bugwon-gyeong (Wonju).
| Cựu vương quốc | Tỉnh     | Hangul | Hanja | Thủ đô        | Thời hiện đại                       |
| -------------- | -------- | ------ | ----- | ------------- | ----------------------------------- |
| Silla          | Yangju   | 양주   | 良州  | Yangju        | Đông Gyeongsang                     |
| Silla          | Gangju   | 강주   | 康州  | Gangju        | Tây Nam Gyeongsang                  |
| Silla          | Sangju   | 상주   | 尙州  | Sangju        | Tây Bắc Gyeongsang                  |
| Bách Tế        | Muju     | 무주   | 武州  | Muju          | Nam Jeolla                          |
| Bách Tế        | Jeonju   | 전주   | 全州  | Jeonju        | Bắc Jeolla                          |
| Bách Tế        | Ungju    | 웅주   | 熊州  | Gongju        | Nam Chungcheong                     |
| Goguryeo       | Hanju    | 한주   | 漢州  | Hanju (Seoul) | Bắc Chungcheong, Gyeonggi, Hwanghae |
| Goguryeo       | Sakju    | 삭주   | 朔州  | Sakju         | Western Gangwon                     |
| Goguryeo       | Myeongju | 명주   | 溟州  | Myeongju      | Đông Gangwon                        |